# 登薩冰川

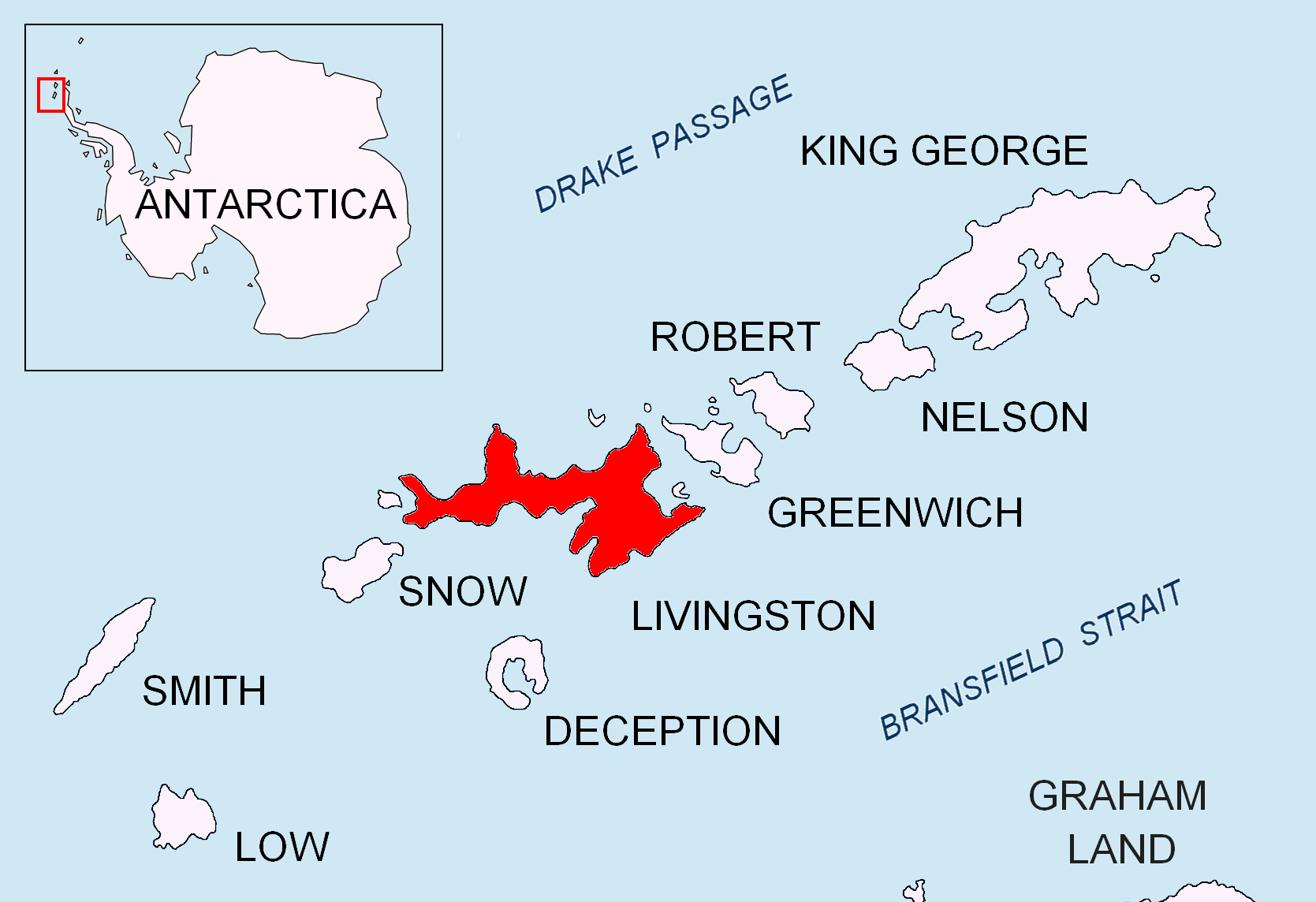

登薩冰川是南極洲的冰川，位於南設得蘭群島的利文斯頓島，最終在阿維特海爾角和西丁斯角之間注入英雄灣，取名自保加利亞的登薩河。

## 外部連結
- SCAR Composite Antarctic Gazetteer（页面存档备份，存于）.